# Deutz-Fahr Agrofarm

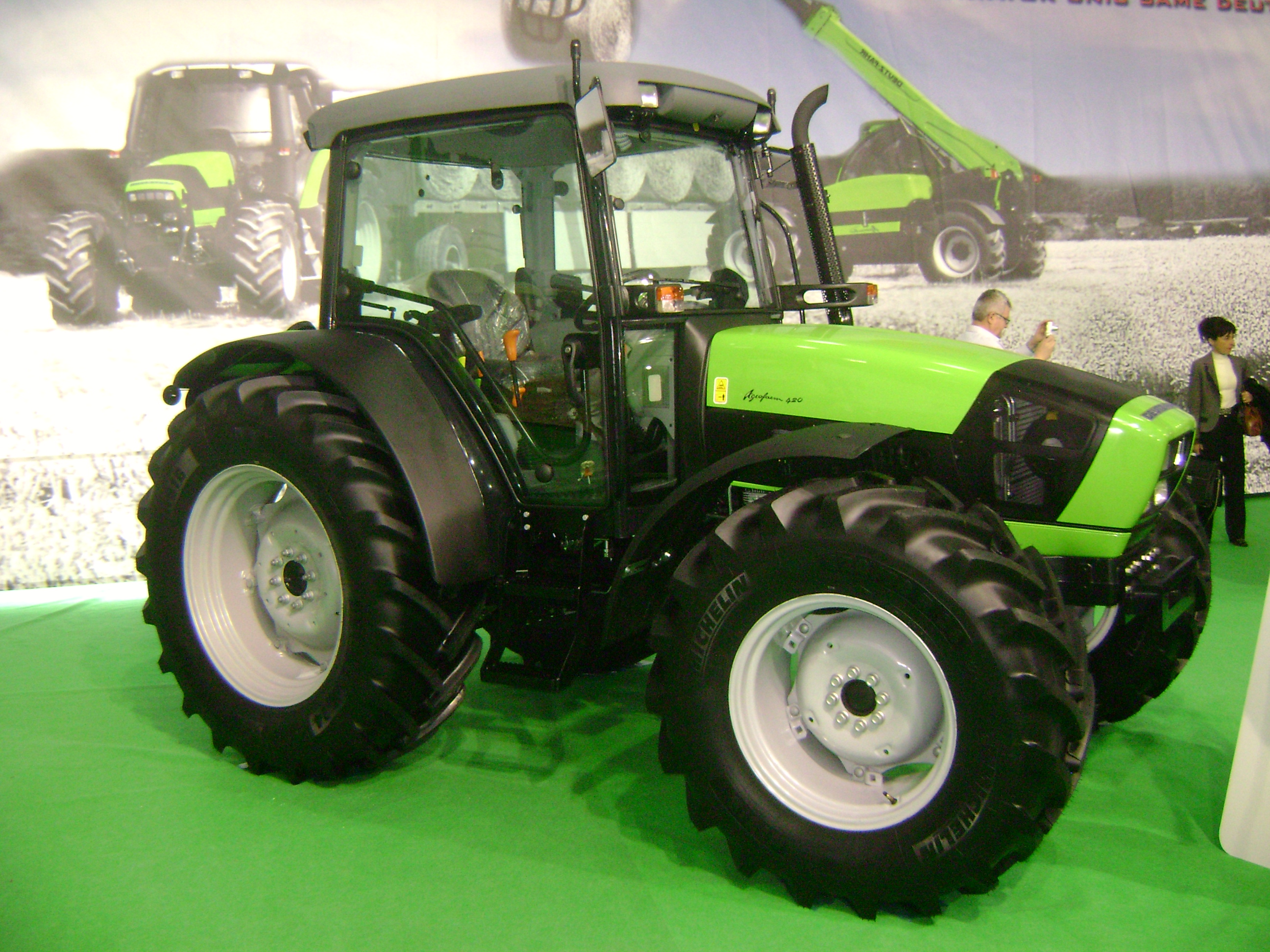
Deutz-Fahr Agrofarm 420

Die Deutz-Fahr Agrofarm-Baureihe ist ein Traktoren-Baureihe von Deutz-Fahr, die zwischen 2007 und 2014 hergestellt wurde. Sie basierte auf der Baureihe Same Explorer der Schwestermarke SAME verfügte jedoch über Motoren der Deutz AG und stellt in dieser Hinsicht den Nachfolger des Deutz-Fahr Agroplus dar, der bis 2005 mit Deutz-Motoren geliefert wurde. Wie der Explorer wurde die Agrofarm-Baureihe im Same-Deutz-Fahr-Werk in Treviglio hergestellt. Der Agrofarm war auch als Schmalspur-Ausführung für den Obstbau erhältlich.
Diese Baureihe wurde im November 2006 auf der EIMA vorgestellt.
Ab 2011 waren die beiden Top-Modelle mit stufenlosem Getriebe, erkennbar am Kürzel TTV, erhältlich.
2014 wurde die Agrofarm-Baureihe durch den Agrotron Serie 5 abgelöst.

## Modelle
| Modell  | Leistung (PS/kW) | Leergewicht (in kg) | Bauzeitraum |
| ------- | ---------------- | ------------------- | ----------- |
| 85      | 83/56            | 3400                | 2007–2009   |
| 100     | 90/66            | 3700                | 2007–2009   |
| 410     | 86/64            | 3700                | 2009–2014   |
| 420     | 99/73            | 4010                | 2009–2014   |
| 430     | 109/80           | 4100                | 2009–2014   |
| 420 TTV | 95/70            | 4825                | 2011–2014   |
| 430 TTV | 102/75           | 4825                | 2011–2014   |